# World Fantasy Convention
A World Fantasy Convention é uma convenção anual de ficção científica que reúne profissionais, colecionadores, fãs e outros interessados no campo da fantasia. Põe ênfase em literatura e arte, e não em apresentações de cosplay e coisas do gênero. O World Fantasy Award é entregue durante o evento. Outras características incluem um show artístico, um estande de vendas e uma noite de autógrafos.